# 이혼법정
"이혼법정"은 1984년에 개봉한 대한민국의 영화이다.

## 캐스팅
- 최민희
- 이무정
- 김동현
- 허진
- 김인문
- 최화정
- 오경아
- 신찬일
- 오영화
- 현지혜
- 조락희
- 김향숙
- 백유권
- 임수미
- 원미경 (특별출연)